# Spå mig
"Spå mig" är en schlagerlåt, skriven av Pierre Isacsson. Låten framfördes av Isacsson på hans första soloalbum med titeln Pierre! 1974.
Sången kom in på Svensktoppen 1975 vecka fyra och låg kvar i sex veckor, tre av dessa samtidigt som Isacssons andra låt "Då går jag ner i min källare". Bästa placering var femteplatsen vecka sex.

### Fotnoter
1. ↑  ”Spå mig”. Svensk mediedatabas. http://smdb.kb.se/catalog/search?q=pierre+isacsson+sp%C3%A5+mig&x=0&y=0. Läst 2 februari 2013.
2. ↑  ”Svensktoppen 1975”. Sveriges Radio. http://sverigesradio.se/diverse/appdata/isidor/files/2023/3473.txt. Läst 2 februari 2013.